# Triin Ojaste
Triin Ojaste est une fondeuse estonienne, née le 14 mars 1990 à Rakvere.

## Biographie
Elle fait ses débuts en Coupe du monde en novembre 2008. Elle marque ses premiers points en décembre 2009 avec une 23e place au sprint libre de Düsseldorf.
Aux Jeux olympiques d'hiver de 2010, à Vancouver , elle est 37e du sprint classique pour sa seule course au programme.
En 2011, elle remporte deux manches de la Coupe de Scandinavie, antichambre de la Coupe du monde, à Jõulumäe et prend la neuvième place du sprint aux Championnats du monde des moins de 23 ans à Otepää.
Aux Jeux olympiques d'hiver de 2014, à Sotchi, elle est 47e du sprint libre et 42e du quinze kilomètres classique.
Elle participe à quatre éditions des Championnats du monde entre 2009 et 2015, obtenant son meilleur résultat individuel en 2013 à Val di Fiemme, où elle est 25e du sprint libre et son meilleur résultat par équipes en 2011 à Oslo (11e du sprint par équipes).
En 2015, elle est troisième du Tartu Maraton, course de la Worldloppet.
Son père est Kalju Ojaste, biathlète actif dans les années 1990.

## Palmarès

### Jeux olympiques
| Épreuve / Édition | Sprint                           | Sprint                           | 10 km                            | 10 km                            | Poursuite / Skiathlon 2 × 7,5 km | 30 km | Relais | Relais   |
| Épreuve / Édition | Libre                            | Classique                        | Libre                            | Classique                        | Poursuite / Skiathlon 2 × 7,5 km | 30 km | Sprint | 4 × 5 km |
| JO 2010 Vancouver | Épreuve inexistante à cette date | 37e                              | —                                | Épreuve inexistante à cette date | -                                | —     | —      | -        |
| JO 2014 Sotchi    | 47e                              | Épreuve inexistante à cette date | Épreuve inexistante à cette date | 42e                              | —                                | —     | -      | -        |

Légende :
- — : Triin Ojaste n'a pas participé à cette épreuve
- : Épreuve inexistante à cette date

### Championnats du monde
| Épreuve / Édition           | Sprint                           | Sprint                           | 15 km                            | 15 km                            | Poursuite / Skiathlon 2 × 15 km | 50 km | Relais | Relais    |
| Épreuve / Édition           | libre                            | classique                        | libre                            | classique                        | Poursuite / Skiathlon 2 × 15 km | 50 km | Sprint | 4 × 10 km |
| Mondiaux 2009 Liberec       | 36e                              | Épreuve inexistante à cette date | Épreuve inexistante à cette date | -                                | -                               | -     | -      | 14e       |
| Mondiaux 2011 Oslo          | 34e                              | Épreuve inexistante à cette date | Épreuve inexistante à cette date | 48e                              | -                               | -     | 11e    | -         |
| Mondiaux 2013 Val di Fiemme | Épreuve inexistante à cette date | 25e                              | -                                | Épreuve inexistante à cette date | -                               | -     | 15e    | 13e       |
| Mondiaux 2015 Falun         | Épreuve inexistante à cette date | -                                | -                                | Épreuve inexistante à cette date | -                               | -     | -      | 13e       |

### Coupe du monde
- Meilleur classement général : 88e en 2012.
- Meilleur résultat individuel : 23e.

#### Classements en Coupe du monde
| Année     | Classement général final | Classement sprint |
| 2009-2010 | 109e                     | 77e               |
| 2010-2011 | 124e                     | 87e               |
| 2011-2012 | 88e                      | 59e               |

### Coupe de Scandinavie
- 8e du classement général en 2011.
- 3 podiums, dont 2 victoires.